# Premia (film 1974)
Premia (ros. Премия) – radziecki film z 1974 roku w reżyserii Siergieja Mikaelana.

## Obsada
- Jewgienij Leonow jako brygadzista Potapow
- Władimir Samojłow jako dyrektor Zjednoczenia Batarcew
- Michaił Głuzski jako kierownik oddziału planowania i księgowości Szatunow
- Oleg Jankowski jako sekretarz komitetu zakładowego Sołomachin
- Armen Dżigarchanian jako główny dyspozytor Frołowski
- Nina Urgant jako ekonomistka Milenina

## Wersja polska
- Reżyseria dubbingu: Zofia Dybowska-Aleksandrowicz
- Dialogi: Elżbieta Łopatniukowa
- Dźwięk: Jerzy Januszewski
- Montaż: Danuta Sierant
- Kierownictwo produkcji: Tadeusz Simiński

Głosów użyczyli:
- Jerzy Tkaczyk – brygadzista Potapow
- Zdzisław Salaburski – dyrektor Zjednoczenia Batarcew
- Henryk Machalica – kierownik oddziału planowania i księgowości Szatunow
- Marian Kociniak – sekretarz komitetu zakładowego Sołomachin
- Stanisław Michalik – główny dyspozytor Frołowski
- Ewa Wawrzoń – ekonomistka Milenina
- Leopold Matuszczak
- Krzysztof Kołbasiuk
- Józef Kalita
- Ewa Ziętek
- Andrzej Seweryn
- Filip Łobodziński

i inni
Źródło: